# Fussballclub Thun 1898 2002-2003
Questa voce raccoglie le informazioni riguardanti il Fussballclub Thun 1898 nelle competizioni ufficiali della stagione 2002-2003.

## Stagione
Nella stagione 2002-2003 il Thun, allenato da Hanspeter Latour, concluse il campionato di Lega Nazionale A al 3º posto. Il Thun concluse il girone di play-off al 7º posto.

## Rosa
| N. |                       | Ruolo | Calciatore      |
| -- | --------------------- | ----- | --------------- |
| 1  | Svizzera (bandiera)   | P     | Peter Kobel     |
| 2  | Svizzera (bandiera)   | D     | Selver Hodžić   |
| 3  | Svizzera (bandiera)   | D     | Mathias Fahrni  |
| 7  | Svizzera (bandiera)   | D     | Stephan Balmer  |
| 9  | Svizzera (bandiera)   | A     | Milaim Rama     |
| 10 | Svizzera (bandiera)   | D     | Patrick Baumann |
| 12 | Camerun (bandiera)    | D     | Armand Deumi    |
| 16 | Svizzera (bandiera)   | D     | Pascal Cerrone  |
| 17 | Svizzera (bandiera)   | A     | Adrian Moser    |
| 19 | Svizzera (bandiera)   | C     | Silvan Aegerter |
| 21 | Portogallo (bandiera) | C     | Nelson Ferreira |
| 24 | Finlandia (bandiera)  | D     | Marco Parnela   |
| 99 | Svizzera (bandiera)   | P     | Mario Ramseyer  |

| N. |                           | Ruolo | Calciatore        |
| -- | ------------------------- | ----- | ----------------- |
| 22 | Svizzera (bandiera)       | P     | Marco Wölfli      |
| 5  | Svizzera (bandiera)       | D     | Heinz Moser       |
| 26 | Svizzera (bandiera)       | D     | Lukas Schenkel    |
| 23 | Svizzera (bandiera)       | D     | Marc Schneider    |
| 4  | Svizzera (bandiera)       | D     | Daniel Stettler   |
| 8  | Togo (bandiera)           | C     | Yao Aziawonou     |
| 21 | Svizzera (bandiera)       | C     | Christoph Baumann |
| 6  | Svizzera (bandiera)       | C     | Andreas Heiniger  |
| 20 | Svizzera (bandiera)       | C     | Roger Küffer      |
| 14 | Svizzera (bandiera)       | A     | Pascal Renfer     |
| 33 | Svizzera (bandiera)       | A     | Marco Streller    |
| 15 | Costa d'Avorio (bandiera) | A     | Serge Yoffou      |

## Organigramma societario
Area tecnica
- Allenatore: Hanspeter Latour
- Allenatore in seconda:
- Preparatore dei portieri:
- Preparatori atletici:

## Calciomercato

### Sessione estiva
| Acquisti | Acquisti | Acquisti | Acquisti |
| R.       | Nome     | da       | Modalità |
| -------- | -------- | -------- | -------- |

| Cessioni | Cessioni | Cessioni | Cessioni |
| R.       | Nome     | a        | Modalità |
| -------- | -------- | -------- | -------- |

### Sessione invernale
| Acquisti | Acquisti | Acquisti | Acquisti |
| R.       | Nome     | da       | Modalità |
| -------- | -------- | -------- | -------- |

| Cessioni | Cessioni | Cessioni | Cessioni |
| R.       | Nome     | a        | Modalità |
| -------- | -------- | -------- | -------- |

## Risultati

### Lega Nazionale A

#### Andata
| Arbitro: | Circhetta |

|              |           |             |
| Rey 62’, 77’ | Marcatori | 20’ Baumann |

| Arbitro: | Schoch |

|                                   |           |                                              |
| Rama 9’, 80’ (rig.) Aziawonou 54’ | Marcatori | 20’, 50’ Petrosyan 33’ Chapuisat 40’ Häberli |

| Arbitro: | Beck |

|  |           |            |
|  | Marcatori | 64’ Renfer |

| Arbitro: | Etter |

|  |           |              |
|  | Marcatori | 67’ Barnetta |

| Arbitro: | Wildhaber |

|  |           |              |
|  | Marcatori | 86’ Aegerter |

| Arbitro: | Leuba |

|                            |           |          |
| Aziawonou 9’ Rama 52’, 80’ | Marcatori | 47’ Muff |

| Arbitro: | Salm |

|                                 |           |                   |
| Thurre 11’ Frei 54’ Cravero 60’ | Marcatori | 69’ (rig.) Renfer |

| Arbitro: | Petignat |

|                                          |           |               |
| Barijho 8’, 79’ Cabanas 55’ Baturina 85’ | Marcatori | 80’ Aziawonou |

| Arbitro: | Nobs |

|                                     |           |              |
| Rama 32’, 83’ Baumann 64’ Moser 86’ | Marcatori | 50’, 90’ Tum |

| Arbitro: | Wildhaber |

|           |           |                                            |
| Bamba 45’ | Marcatori | 2’, 76’ Rama 35’, 82’ Aziawonou 73’ Renfer |

| Arbitro: | Petignat |

|                        |           |  |
| Renfer 21’ Cerrone 46’ | Marcatori |  |

#### Ritorno
| Arbitro: | Circhetta |

|          |           |             |
| Rama 25’ | Marcatori | 69’ Leandro |

| Arbitro: | Nobs |

|                              |           |  |
| Berisha 8’, 24’ Sermeter 82’ | Marcatori |  |

| Arbitro: | Rutz |

|  |           |           |
|  | Marcatori | 30’ Ojong |

| Arbitro: | Leuba |

|                             |           |               |
| Gane 86’ (rig.) Winkler 90’ | Marcatori | 25’, 71’ Rama |

| Thun 20 ottobre 2002, ore 16:15 CEST 16ª giornata | Thun | 0 – 0 referto | Zurigo | Stadion Lachen (4 200 spett.)\| Arbitro: \| Beck \| |
| Arbitro:                                          | Beck |               |        |                                                     |

| Arbitro: | Etter |

|                  |           |                      |
| Kavelashvili 37’ | Marcatori | 7’ Streller 55’ Rama |

| Arbitro: | Meier |

|         |           |  |
| Gil 80’ | Marcatori |  |

| Arbitro: | Busacca |

|                      |           |                        |
| Baumann 23’ Rama 25’ | Marcatori | 9’ Eduardo 21’ Spycher |

| Arbitro: | Beck |

|                                |           |  |
| Yakın 9’ Rossi 51’ Giménez 63’ | Marcatori |  |

| Arbitro: | Rogalla |

|                           |           |  |
| Streller 7’ Rama 53’, 76’ | Marcatori |  |

| Arbitro: | Leuba |

|                     |           |  |
| Degen 35’ Bieli 80’ | Marcatori |  |

### Play-off

#### Andata
| Arbitro: | Salm |

|               |           |                 |
| Aziawonou 34’ | Marcatori | 15’ Lustrinelli |

| Arbitro: | Wildhaber |

|                     |           |  |
| Sermeter 84’ (rig.) | Marcatori |  |

| Arbitro: | Busacca |

|             |           |                                  |
| Baumann 35’ | Marcatori | 22’, 57’ Yakın 26’ Tum 36’ Rossi |

| Arbitro: | Etter |

|              |           |                 |
| Guerrero 90’ | Marcatori | 79’ (rig.) Rama |

| Arbitro: | Petignat |

|                   |           |                |
| Renfer 55’ (rig.) | Marcatori | 9’, 68’ Petrić |

| Arbitro: | Beck |

|           |           |  |
| M'Futi 5’ | Marcatori |  |

| Arbitro: | Salm |

|                                            |           |              |
| Thurre 37’ Obradović 77’ Bratic 85’ (rig.) | Marcatori | 16’ Streller |

#### Ritorno
| Arbitro: | Falb |

|                                    |           |                   |
| Rama 28’ Aegerter 42’ Streller 65’ | Marcatori | 25’ (rig.) Bratic |

| Arbitro: | Petignat |

|                   |           |         |
| Streller 43’, 55’ | Marcatori | 23’ Rey |

| Arbitro: | Circhetta |

|                                                      |           |               |
| Núñez 8’ (rig.), 64’ Castillo 36’, 59’ Schwegler 41’ | Marcatori | 80’ Aziawonou |

| Arbitro: | Rutz |

|              |           |                          |
| Streller 24’ | Marcatori | 75’ Guerrero 90’ Quentin |

| Arbitro: | Schoch |

|                                                      |           |  |
| Yakın 3’ (rig.) Yakın 58’ Chipperfield 63’ Rossi 66’ | Marcatori |  |

| Arbitro: | Salm |

|                                        |           |                                |
| Rama 2’, 40’ Streller 12’ Aegerter 77’ | Marcatori | 39’ (rig.) Chapuisat 82’ Tikva |

| Arbitro: | Beck |

|                             |           |                             |
| Lustrinelli 10’ Morales 29’ | Marcatori | 45’ (rig.) Baumann 72’ Rama |

## Statistiche

### Statistiche di squadra
| Competizione     | Punti | In casa | In casa | In casa | In casa | In casa | In casa | In trasferta | In trasferta | In trasferta | In trasferta | In trasferta | In trasferta | Totale | Totale | Totale | Totale | Totale | Totale | DR  |
| Competizione     | Punti | G       | V       | N       | P       | Gf      | Gs      | G            | V            | N            | P            | Gf           | Gs           | G      | V      | N      | P      | Gf     | Gs     | DR  |
| ---------------- | ----- | ------- | ------- | ------- | ------- | ------- | ------- | ------------ | ------------ | ------------ | ------------ | ------------ | ------------ | ------ | ------ | ------ | ------ | ------ | ------ | --- |
| Lega Nazionale A | 31    | 11      | 5       | 3       | 3       | 19      | 12      | 11           | 4            | 1            | 6            | 14           | 21           | 22     | 9      | 4      | 9      | 33     | 33     | 0   |
| Play-off         | -     | 7       | 3       | 1       | 3       | 13      | 13      | 7            | 0            | 2            | 5            | 5            | 17           | 14     | 3      | 3      | 8      | 18     | 30     | -12 |
| Totale           | 31    | 18      | 8       | 4       | 6       | 32      | 25      | 18           | 4            | 3            | 11           | 19           | 38           | 36     | 12     | 7      | 17     | 51     | 63     | -12 |

### Andamento in campionato
| Giornata  | 1 | 2  | 3 | 4 | 5 | 6 | 7 | 8 | 9 | 10 | 11 | 12 | 13 | 14 | 15 | 16 | 17 | 18 | 19 | 20 | 21 | 22 |
| --------- | - | -- | - | - | - | - | - | - | - | -- | -- | -- | -- | -- | -- | -- | -- | -- | -- | -- | -- | -- |
| Luogo     | T | C  | T | C | T | C | T | T | C | T  | C  | C  | T  | C  | T  | C  | T  | C  | C  | T  | C  | T  |
| Risultato | P | P  | V | P | V | V | P | P | V | V  | V  | N  | P  | P  | N  | N  | V  | V  | N  | P  | V  | P  |
| Posizione | 7 | 10 | 8 | 8 | 7 | 5 | 6 | 8 | 7 | 3  | 3  | 4  | 5  | 6  | 6  | 6  | 5  | 4  | 5  | 5  | 3  | 3  |

Legenda:

Luogo: C = Casa; T = Trasferta. Risultato: V = Vittoria; N = Pareggio; P = Sconfitta.

### Statistiche dei giocatori
| S. Aegerter  | 21 | 1  | 7 | 0 |
| Y. Aziawonou | 22 | 5  | 3 | 0 |
| S. Balmer    | 13 | 0  | 1 | 0 |
| C. Baumann   | 3  | 0  | 0 | 0 |
| P. Baumann   | 20 | 3  | 6 | 0 |
| E. Bekir     | 0  | 0  | 0 | 0 |
| P. Cerrone   | 20 | 1  | 4 | 0 |
| A. Deumi     | 19 | 0  | 4 | 2 |
| M. Fahrni    | 5  | 0  | 0 | 0 |
| N. Ferreira  | 10 | 0  | 1 | 0 |
| G. Gil       | 9  | 1  | 0 | 0 |
| A. Heiniger  | 13 | 0  | 3 | 0 |
| S. Hodžić    | 18 | 0  | 4 | 0 |
| I. Izael     | 1  | 0  | 0 | 0 |
| P. Kobel     | 20 | 0  | 1 | 0 |
| R. Küffer    | 19 | 0  | 4 | 0 |
| A. Moser     | 11 | 1  | 1 | 0 |
| H. Moser     | 19 | 0  | 3 | 0 |
| M. Parnela   | 0  | 0  | 0 | 0 |
| M. Rama      | 22 | 15 | 1 | 0 |
| M. Ramseyer  | 0  | 0  | 0 | 0 |
| P. Renfer    | 18 | 4  | 2 | 0 |
| D. Rufener   | 2  | 0  | 0 | 0 |
| L. Schenkel  | 0  | 0  | 0 | 0 |
| M. Schneider | 14 | 0  | 2 | 0 |
| D. Stettler  | 3  | 0  | 0 | 0 |
| M. Streller  | 7  | 2  | 0 | 0 |
| M. Wölfli    | 2  | 0  | 0 | 0 |
| S. Yoffou    | 0  | 0  | 0 | 0 |